# Koninkrijkstoernooi
Het Koninkrijkstoernooi (Engels: Kingdom Tournament, Papiaments: Torneo di Reino) is een sportevenement dat wordt gehouden tussen de jeugd van de vier landen die onderdeel zijn van het Koninkrijk der Nederlanden. Het toernooi richt zich op drie takken van sport: voetbal, basketbal en honkbal en is de opvolger van de Koninkrijksspelen.
Doel van het toernooi is het versterken van de banden tussen de jongeren in het koninkrijk. Het Koninkrijkstoernooi staat in het teken van het project “Alleen jij bepaalt wie je bent” (AJB), op Aruba bekend als “Ami mi mes y mi logronan”, op Curaçao als “Bo Futuro ta den bo man” en op Sint Maarten als “I am my own icon”. Het project AJB is een door het ministerie van Justitie en Veiligheid en de stichting Laureus Nederland ontwikkelde interventie waarbij kwetsbare, schoolgaande jongeren tussen twaalf en zeventien jaar een zinvolle en gestructureerde vrijetijdsbesteding krijgen door deel te nemen aan een teamsport. Teamsport onder deskundige begeleiding wordt als een goede manier gezien om te zorgen dat jongeren de juiste keuzes maken en hen op weg naar volwassenheid te steunen.  De deelnemers aan het Koninkrijkstoernooi worden geselecteerd op basis van hun inzet en motivatie tijdens deze sporttrainingen.  In april 2017 werd AJB officieel erkend door het Nederlands Jeugdinstituut als een effectieve gedragsinterventie.

## Plaats van het toernooi
Het toernooi vindt jaarlijks op een andere locatie plaats. In 2018 is Sint Maarten vanwege de effecten van orkaan Irma vervangen door Aruba.
| Jaar | Periode       | Gastland | Locatie                        | Aantal sporters |
| ---- | ------------- | -------- | ------------------------------ | --------------- |
| 2016 | 22-26 oktober | Aruba    | Joe Laveist Sport Park         | 120             |
| 2017 | 10-13 oktober | Curaçao  | Tio Daou Ball Park             | 128             |
| 2018 | 1-5 oktober   | Aruba    | Centro Deportivo Frans Figaroa | 120             |
| 2019 | 6-11 oktober  | Bonaire  | Stadion Antonio Trenidat       | 150             |